# Écardenville-la-Campagne
Écardenville-la-Campagne är en kommun i departementet Eure i regionen Normandie i norra Frankrike. Kommunen ligger i kantonen Beaumont-le-Roger som tillhör arrondissementet Bernay. År 2022 hade Écardenville-la-Campagne 446 invånare.

## Befolkningsutveckling
Antalet invånare i kommunen Écardenville-la-Campagne
Referens:INSEE